# Staraja Russa

10 rubel-mynt år 2003 med Staraja Russa på.

Staraja Russa (ryska Ста́рая Ру́сса) är en stad i Ryssland. Den ligger i Novgorod oblast, söder om sjön Ilmen. Staden hade 29 728 invånare i början av 2015. Staraja Russa grundades på 1100-talet.